# Championnat de Géorgie de football 1993-1994
Navigation
Saison précédente Saison suivante
La saison 1993-1994 du Championnat de Géorgie de football était la 5e édition de la première division géorgienne. Le championnat, appelé Umaglesi Liga, regroupe les 19 meilleurs clubs géorgiens au sein de 2 poules géographiques qui s'affrontent en matchs aller et retour. À la fin de cette première phase, les 5 premiers de chaque groupe se retrouvent dans une poule pour le titre où ils se rencontrent à nouveau 2 fois. De la même manière, les 9 autres clubs jouent une poule de relégation où les 4 derniers seront directement rétrogradés en D2. Initialement prévue pour se disputer avec 22 équipes, cette édition a vu le forfait avant son démarrage de trois clubs : Tskhumi Sukhumi, Amirani Ochamchira et Mziuri Gali.
Le club du FC Dinamo Tbilissi, tenant du titre depuis 4 saisons, remporte à nouveau le championnat, avec 4 points d'avance sur le Kolkheti 1913 Poti et 17 sur le Torpedo Koutaïssi. Le Dinamo réussit le doublé avec sa victoire en Coupe de Géorgie, battant en finale le Metalurg Rustavi.

## Les 19 clubs participants
| - FC Dinamo Tbilissi - Guria Lanchkhuti - Metalurg Rustavi - Kolkheti 1913 Poti - Torpedo Koutaïssi - FC Batoumi - Odishi Zugdidi - Iberia Khashuri - Shukura Kobuleti - Promu de Pirveli Liga - Magaroeli Chiatura - Promu de Pirveli Liga | - Sapovnela Terdzhola - Promu de Pirveli Liga - Dila Gori - FC Samtredia - Samgurali Tskhaltubo - Mretebi Tbilisi - Shevardeni-1906 Tbilissi - Kakheti Telavi - Margveti Zestaponi - Alazani Gurjaani |

## Compétition
Le barème de points servant à établir tous les classements se décompose ainsi :
- Victoire : 3 points
- Match nul : 1 point
- Défaite : 0 point

### Première phase

#### Groupe Est
| Rang | Équipe                     | Pts | J  | G  | N | P  | Bp | Bc | Diff |
| ---- | -------------------------- | --- | -- | -- | - | -- | -- | -- | ---- |
| 1    | FC Dinamo Tbilissi (T)     | 46  | 20 | 15 | 1 | 4  | 79 | 29 | +50  |
| 2    | Shevardeni-1906 Tbilissi   | 40  | 20 | 13 | 1 | 6  | 44 | 27 | +17  |
| 3    | Margveti Zestafoni         | 37  | 20 | 11 | 4 | 5  | 49 | 27 | +22  |
| 4    | Dila Gori                  | 35  | 20 | 11 | 2 | 7  | 34 | 32 | +2   |
| 5    | Iveria Khashuri            | 35  | 20 | 10 | 5 | 5  | 38 | 30 | +8   |
| 6    | Sapovnela Terdzhola (P)    | 33  | 20 | 10 | 3 | 7  | 36 | 23 | +13  |
| 7    | FC Magharoeli Chiatura (P) | 25  | 20 | 7  | 4 | 9  | 29 | 39 | -10  |
| 8    | Alazani Gurdzhaani         | 23  | 20 | 6  | 5 | 9  | 29 | 46 | -17  |
| 9    | Metalurg Rustavi           | 16  | 20 | 5  | 1 | 14 | 32 | 46 | -14  |
| 10   | Kakheti Telavi             | 15  | 20 | 4  | 3 | 13 | 25 | 57 | -32  |
| 11   | FC Mretebi Tbilissi        | 10  | 20 | 3  | 1 | 16 | 17 | 56 | -39  |

|  | Participation à la poule pour le titre                                                   |
|  | Participation à la poule de relégation                                                   |
|  | (T) : Tenant du titre (C) : Vainqueur de la Coupe de Géorgie (P) : Promu de Pirveli Liga |

#### Groupe Ouest
| Rang | Équipe               | Pts | J  | G | N | P  | Bp | Bc | Diff |
| ---- | -------------------- | --- | -- | - | - | -- | -- | -- | ---- |
| 1    | Kolkheti 1913 Poti   | 29  | 14 | 9 | 2 | 3  | 36 | 21 | +15  |
| 2    | Guria Lanchkhuti     | 27  | 14 | 9 | 0 | 5  | 36 | 22 | +14  |
| 3    | FC Batoumi           | 25  | 14 | 8 | 1 | 5  | 31 | 22 | +9   |
| 4    | FC Samtredia         | 23  | 14 | 7 | 2 | 5  | 29 | 23 | +6   |
| 5    | Torpedo Koutaïssi    | 21  | 14 | 6 | 3 | 5  | 23 | 27 | -4   |
| 6    | Shukura Kobuleti (P) | 20  | 14 | 6 | 2 | 6  | 26 | 28 | -2   |
| 7    | Odishi Zugdidi       | 13  | 14 | 4 | 1 | 9  | 29 | 37 | -8   |
| 8    | Samgurali Tskhaltubo | 4   | 14 | 1 | 1 | 12 | 12 | 42 | -30  |

|  | Participation à la poule pour le titre                                                   |
|  | Participation à la poule de relégation                                                   |
|  | (T) : Tenant du titre (C) : Vainqueur de la Coupe de Géorgie (P) : Promu de Pirveli Liga |

### Seconde phase

#### Poule pour le titre
| Rang | Équipe                     | Pts | J  | G  | N | P  | Bp | Bc | Diff |
| ---- | -------------------------- | --- | -- | -- | - | -- | -- | -- | ---- |
| 1    | FC Dinamo Tbilissi (T) (C) | 48  | 18 | 16 | 0 | 2  | 51 | 16 | +35  |
| 2    | Kolkheti 1913 Poti         | 44  | 18 | 14 | 2 | 2  | 51 | 20 | +31  |
| 3    | Torpedo Koutaïssi          | 31  | 18 | 9  | 4 | 5  | 33 | 22 | +11  |
| 4    | FC Samtredia               | 29  | 18 | 9  | 2 | 7  | 31 | 23 | +8   |
| 5    | FC Batoumi                 | 28  | 18 | 8  | 4 | 6  | 32 | 24 | +8   |
| 6    | Shevardeni 1906 Tbilisi    | 21  | 18 | 6  | 3 | 9  | 28 | 26 | +2   |
| 7    | Guria Lanchkhuti           | 17  | 18 | 5  | 2 | 11 | 30 | 50 | -20  |
| 8    | Margveti Zestafoni         | 15  | 18 | 4  | 3 | 11 | 22 | 41 | -19  |
| 9    | Dila Gori                  | 14  | 18 | 4  | 2 | 12 | 12 | 35 | -23  |
| 10   | Iveria Khashuri            | 11  | 18 | 3  | 2 | 13 | 14 | 47 | -33  |

|  | Qualification pour la Coupe UEFA 1994-1995                                               |
|  | (T) : Tenant du titre (C) : Vainqueur de la Coupe de Géorgie (P) : Promu de Pirveli Liga |

#### Poule de relégation
| Rang | Équipe                     | Pts | J  | G  | N | P  | Bp | Bc | Diff |
| ---- | -------------------------- | --- | -- | -- | - | -- | -- | -- | ---- |
| 1    | Metalurg Rustavi           | 30  | 16 | 10 | 0 | 6  | 43 | 19 | +24  |
| 2    | Odishi Zugdidi             | 29  | 16 | 9  | 2 | 5  | 38 | 19 | +19  |
| 3    | Sapovnela Terdzhola (P)    | 29  | 16 | 9  | 2 | 5  | 28 | 23 | +5   |
| 4    | Samgurali Tskhaltubo       | 28  | 16 | 9  | 1 | 6  | 27 | 29 | -2   |
| 5    | Kakheti Telavi             | 28  | 16 | 9  | 1 | 6  | 45 | 32 | +13  |
| 6    | Alazani Gurdzhaani         | 27  | 16 | 8  | 3 | 5  | 25 | 25 | 0    |
| 7    | Shukura Kobuleti (P)       | 22  | 16 | 7  | 1 | 8  | 18 | 29 | -11  |
| 8    | FC Magharoeli Chiatura (P) | 14  | 16 | 4  | 2 | 10 | 27 | 47 | -20  |
| 9    | FC Mretebi Tbilisi         | 2   | 16 | 0  | 2 | 14 | 11 | 39 | -28  |

|  | Relégation directe en deuxième division                                                  |
|  | (T) : Tenant du titre (C) : Vainqueur de la Coupe de Géorgie (P) : Promu de Pirveli Liga |

## Bilan de la saison
| Championnat de Géorgie de football 1993-1994 |                               |
| Champion                                     | FC Dinamo Tbilissi (5e titre) |
| Coupes et trophées                           |                               |
| Vainqueur de la Coupe de Géorgie 1993-1994   | FC Dinamo Tbilissi            |
| Qualifications continentales                 |                               |
| Coupe UEFA 1994-1995                         | FC Dinamo Tbilissi            |
| Promotions et relégations                    |                               |
| Promus en Umaglesi Liga                      | Duruji Kvareli                |
| Relégués en Pirveli Liga                     | FC Mrebeti Tbilissi           |
| Relégués en Pirveli Liga                     | FC Magharoeli Chiatura        |
| Relégués en Pirveli Liga                     | Shukura Kobuleti              |
| Relégués en Pirveli Liga                     | Alazani Gurdzhaani            |